# Вайлія (Гаваї)
Вайлія (англ. Wailea) — переписна місцевість (CDP) в США, в окрузі Мауї штату Гаваї. Населення — 6027 осіб (2020).

## Географія
Вайлія розташована за координатами 20°40′56″ пн. ш. 156°26′7″ зх. д. / 20.68222° пн. ш. 156.43528° зх. д. (20.682352, -156.435323).  За даними Бюро перепису населення США в 2010 році переписна місцевість мала площу 27,82 км², з яких 19,28 км² — суходіл та 8,54 км² — водойми.

## Демографія
Згідно з переписом 2010 року, у переписній місцевості мешкало 5938 осіб у 2760 домогосподарствах у складі 1547 родин. Густота населення становила 213 осіб/км².  Було 5987 помешкань (215/км²).
Расовий склад населення:
| - 78,1 % — білих - 8,8 % — азіатів - 2,0 % — вихідців з тихоокеанських островів - 0,7 % — чорних або афроамериканців - 0,4 % — корінних американців - 2,0 % — осіб інших рас |

До двох чи більше рас належало 8,1 %. Частка іспаномовних становила 6,9 % від усіх жителів.
За віковим діапазоном населення розподілялося таким чином: 13,3 % — особи молодші 18 років, 67,6 % — особи у віці 18—64 років, 19,1 % — особи у віці 65 років та старші. Медіана віку мешканця становила 50,5 року. На 100 осіб жіночої статі у переписній місцевості припадало 100,3 чоловіків;  на 100 жінок у віці від 18 років та старших — 99,1 чоловіків також старших 18 років.
Середній дохід на одне домашнє господарство  становив 102 805 доларів США (медіана — 59 902), а середній дохід на одну сім'ю — 127 885 доларів (медіана — 81 180). За межею бідності перебувало 16,7 % осіб, у тому числі 35,2 % дітей у віці до 18 років та 8,9 % осіб у віці 65 років та старших.
Цивільне працевлаштоване населення становило 2626 осіб. Основні галузі зайнятості: освіта, охорона здоров'я та соціальна допомога — 21,7 %, мистецтво, розваги та відпочинок — 18,0 %, науковці, спеціалісти, менеджери — 12,8 %, роздрібна торгівля — 9,6 %.